# Cratone Slave

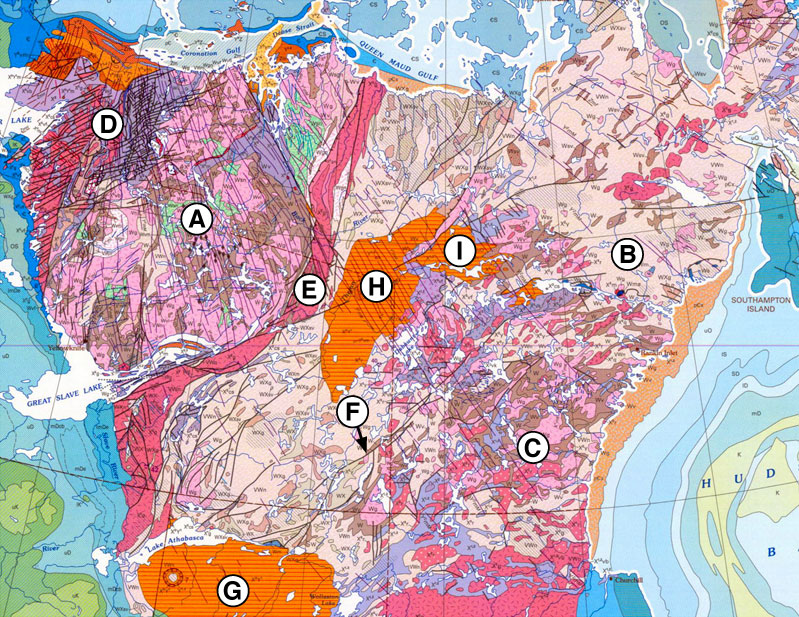
Mappa geologica del Canada nord-occidentale. Il cratone Slave è identificato dalla lettera A.

Il cratone Slave è un cratone risalente all'Archeano situato nella parte nordoccidentale dello scudo canadese, nei Territori del Nord-Ovest e Nunavut, in Canada.
Del cratone fa parte lo gneiss di Acasta, datato a 4,03 miliardi di anni e considerato una delle più antiche rocce affioranti sulla Terra.

## Caratteristiche
Con un'estensione di circa 300.000 km2 (all'incirca le dimensioni dell'Italia), il cratone è relativamente piccolo, ma ben esposto ed è dominato da sequenze di cinture di rocce verdi e torbiditi risalenti a 2,73-2,63 miliardi di anni fa, e da rocce plutoniche di 2,72-2,58 miliardi di anni. Gran parte del cratone è sovrastata da unità di gneiss e granitoidi più antiche.
Il cratone Slave è uno dei blocchi che compongono il nucleo precambriano del Nord America, noto come paleocontinente Laurentia.
La porzione esposta del cratone, chiamata "Provincia Slave", si estende su un'area di 172.500 km2 ed è caratterizzata da una forma ellittica che si allunga per 680 km in direzione NNE da Gros Cap, sul Grande Lago degli Schiavi, fino a Cape Barrow sul Coronation Gulf (Golfo dell'Incoronazione); e per 460 km in direzione EW lungo la latitudine 64°N. Copre un'area di 700x500 km ed è delimitato da cinture del Paleoproterozoico a sud, est e ovest, mentre è ricoperto da rocce più recenti a nord.
Il cratone Slave viene suddiviso in un basamento centro-occidentale (il Central Slave Basement Complex) e una provincia orientale, denominata Hackett River Terrane o Eastern Slave Province. Questi due domini sono separati da una sutura geologica risalente a 2,7 miliardi di anni fa, definita da due confini isotopici che si sviluppano da nord a sud al di sopra del cratone.